# ミシェル・ルブロン
ミシェル・ルブロン（Michel Leblond、1932年5月10日 - 2009年12月17日）は、フランス・ランス出身の元サッカー選手。現役時代のポジションはMF。元フランス代表。

## 経歴
現役時代はスタッド・ランスとRCストラスブールでプレー。スタッド・ランスでは、1955-56シーズンに行われたヨーロピアン・カップ決勝のレアル・マドリード戦にて、前半6分に先制点を上げ、歴代ヨーロピアン・カップ決勝の初得点者となった。
1952年にはヘルシンキオリンピックにも出場した。